# Stożek Wielki
Der Stożek Wielki (deutsch: Großer Kegel) ist ein Berg in Polen und Tschechien. Er liegt auf der Grenze zwischen der polnischen Stadt Wisła und den tschechischen Gemeinden Nýdek und Návsí. Mit einer Höhe von 979 m ist er der dritthöchste Berg des Czantoria-Kamms in den Schlesischen Beskiden. Der Berg ist ein beliebtes Touristenziel mit vielen Ausblicken auf die benachbarten Gebirge und das Tiefland.

## Tourismus
- Auf den Gipfel führen mehrere markierte Wanderwege von polnischer und tschechischer Seite. Über den Kamm verläuft auch der Beskiden-Hauptwanderweg von Ustroń nach Wołosate in den Bieszczady.
- Auf dem Gipfel befindet sich auf polnischer Seite die PTTK-Berghütte Stożek.
- Auf der polnischen Seite befindet sich auf dem Osthang das Skigebiet Stożek.
- Auf dem Berg gibt es Fahrradwege für den Downhill.

## Panorama

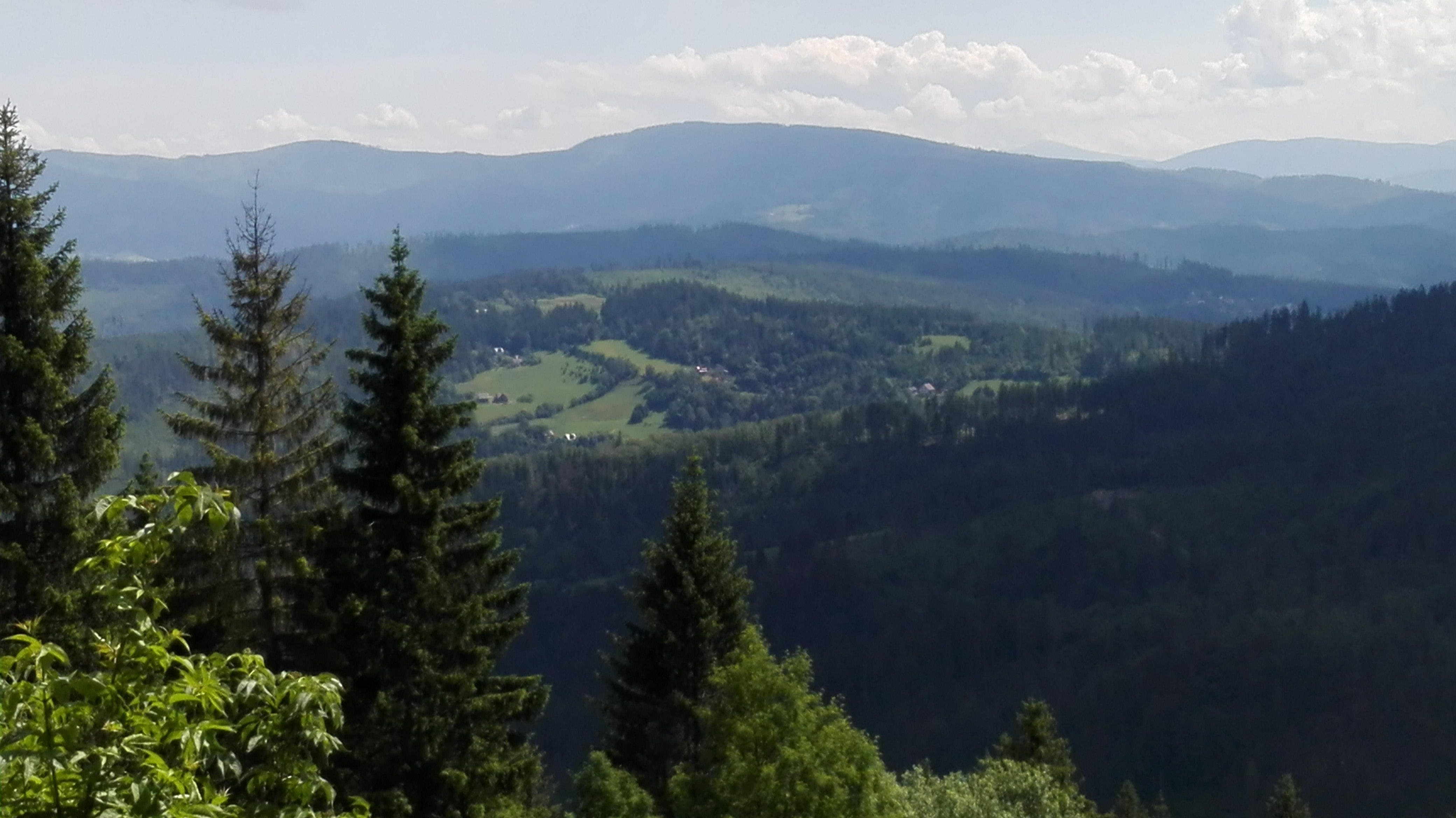
Panorama vom Gipfel